# Lina Andersson
Lina Marie Andersson (ur. 18 marca 1981 w Gällivare) – szwedzka biegaczka narciarska, mistrzyni olimpijska, trzykrotna medalistka mistrzostw świata seniorów i wielokrotna medalistka mistrzostw świata juniorów.

## Kariera
Po raz pierwszy na arenie międzynarodowej pojawiła się w 1998 roku, podczas mistrzostw świata juniorów w Sankt Moritz, gdzie była siódma w biegu na 5 km techniką dowolną, piąta na dystansie 15 km techniką klasyczną, a w sztafecie zdobyła złoty medal. Jeszcze trzykrotnie startowała na imprezach tego cyklu, zdobywając złoty medal w biegu na 5 km na mistrzostwach świata juniorów w Saalfelden w 1999 roku i sztafecie podczas mistrzostw świata juniorów w Szczyrbskism Plesie w 2000 roku. Ponadto zdobyła złoty medal na 5 km klasykiem, srebrny na 15 km stylem dowolnym i brąz w sztafecie na rozgrywanych w 2001 roku mistrzostwach świata juniorów w Szklarskiej Porębie.
W Pucharze Świata zadebiutowała 28 listopada 1998 roku w Muonio, gdzie zajęła 52. miejsce w sprincie stylem dowolnym. Pierwsze punkty wywalczyła blisko rok później – 27 listopada 1999 roku w Kirunie zajęła 22. miejsce w biegu na 5 km klasykiem. Ośmiokrotnie stawała na podium zawodów PŚ, po raz pierwszy dokonała tego 7 marca 2001 roku w Oslo, gdzie była trzecia w sprincie stylem klasycznym. W zawodach tych wyprzedziły ją tylko Finka Pirjo Manninen oraz Norweżka Bente Skari. Dwukrotnie zwyciężała: 13 marca 2002 roku w Oslo i 8 stycznia 2006 roku w Otepää była najlepsza w sprincie klasykiem. Najlepsze wyniki osiągnęła w sezonie 2005/2006, kiedy to zajęła piętnaste miejsce w klasyfikacji generalnej, a w klasyfikacji sprintu była czwarta.
Jej pierwszymi mistrzostwami były rozgrywane w 2001 r. mistrzostwa świata w Lahti, podczas których zajęła 27. miejsce w biegu na 15 km techniką klasyczną. Na mistrzostwach w Val di Fiemme jej najlepszym wynikiem było 21. miejsce w biegu na 10 km stylem klasycznym. Swój pierwszy medal zdobyła na mistrzostwach świata w Oberstdorfie w 2005 roku zajmując drugie miejsce w sprincie technika klasyczną, ustąpiła jedynie swej rodaczce Emilie Öhrstig. Dwa lata później, na mistrzostwach świata w Sapporo zajmowała wysokie pozycje, między innymi 4. miejsca w sztafecie oraz sprincie drużynowym, ale medalu nie zdobyła. Mistrzostwa świata w Libercu były jej najbardziej udanymi. Razem z Anną Olsson zdobyła srebrny medal w sprincie drużynowym techniką klasyczną. Ponadto razem z Brittą Norgren, Anną Haag oraz Charlotte Kallą wywalczyła brązowy medal w sztafecie.
W 2002 roku brała udział w igrzyskach olimpijskich w Salt Lake City, gdzie jej najlepszym indywidualnym wynikiem było 16. miejsce w biegu na 10 km techniką klasyczną. Cztery lata później, podczas igrzysk olimpijskich w Turynie wywalczyła wraz z Anną Dahlberg złoty medal w sprincie drużynowym stylem klasycznym.
W 2011 roku zakończyła karierę.

## Osiągnięcia

### Igrzyska olimpijskie
| Miejsce | Dzień     | Rok  | Miejscowość    | Konkurencja                        | Czas biegu | Strata  | Zwyciężczyni        |
| ------- | --------- | ---- | -------------- | ---------------------------------- | ---------- | ------- | ------------------- |
| 16.     | 12 lutego | 2002 | Salt Lake City | 10 km stylem klasycznym            | 28:05,6    | +1:54,5 | Bente Skari         |
| 39.     | 15 lutego | 2002 | Salt Lake City | 10 km bieg łączony                 | 25:09,9    | +1:25,8 | Beckie Scott        |
| 28.     | 19 lutego | 2002 | Salt Lake City | Sprint stylem dowolnym             | 3:10,6     | -       | Julija Czepałowa    |
| 12.     | 21 lutego | 2002 | Salt Lake City | Sztafeta 4 × 5 km                  | 49:30,6    | +3:09,8 | Niemcy              |
| 1.      | 14 lutego | 2006 | Turyn          | Sprint drużynowy stylem klasycznym | 16:36,9    | -       | -                   |
| 33.     | 16 lutego | 2006 | Turyn          | 10 km stylem klasycznym            | 27:51,4    | +2:34,1 | Kristina Šmigun     |
| 11.     | 22 lutego | 2006 | Turyn          | Sprint stylem dowolnym             | 2:12,3     | -       | Chandra Crawford    |
| DNF     | 24 lutego | 2006 | Turyn          | 30 km stylem dowolnym              | 1:22:25,4  | -       | Kateřina Neumannová |

### Mistrzostwa świata
| Miejsce | Dzień     | Rok  | Miejscowość   | Konkurencja                        | Czas biegu | Strata  | Zwyciężczyni        |
| ------- | --------- | ---- | ------------- | ---------------------------------- | ---------- | ------- | ------------------- |
| 27.     | 15 lutego | 2001 | Lahti         | 15 km stylem klasycznym            | 43:54,8    | +4:22,4 | Bente Skari         |
| 27.     | 18 lutego | 2003 | Val di Fiemme | 15 km stylem klasycznym            | 39:40,9    | +2:38,1 | Bente Skari         |
| 21.     | 20 lutego | 2003 | Val di Fiemme | 10 km stylem klasycznym            | 25:47,0    | +1:53,1 | Bente Skari         |
| 6.      | 24 lutego | 2003 | Val di Fiemme | Sztafeta 4 × 5 km                  | 50:54,7    | +1:31,2 | Niemcy              |
| 24.     | 26 lutego | 2003 | Val di Fiemme | Sprint stylem dowolnym             | 3:28,8     | -       | Marit Bjørgen       |
| 8.      | 21 lutego | 2005 | Oberstdorf    | Sztafeta 4 × 5 km                  | 57:15,7    | +2:25,0 | Norwegia            |
| 2.      | 22 lutego | 2005 | Oberstdorf    | Sprint stylem klasycznym           | 2:15,5     | +1,3    | Emelie Öhrstig      |
| DNS     | 26 lutego | 2005 | Oberstdorf    | 30 km stylem klasycznym            | 1:27:05,8  | -       | Marit Bjørgen       |
| 6.      | 22 lutego | 2007 | Sapporo       | Sprint stylem klasycznym           | 2:50,9     | -       | Astrid Jacobsen     |
| 4.      | 23 lutego | 2007 | Sapporo       | Sprint drużynowy stylem dowolnym   | 16:24,0    | +19,6   | Finlandia           |
| 42.     | 27 lutego | 2007 | Sapporo       | 10 km stylem dowolnym              | 23:58,4    | +2:37,9 | Kateřina Neumannová |
| 4.      | 1 marca   | 2007 | Sapporo       | Sztafeta 4 × 5 km                  | 54:18,6    | +31,7   | Finlandia           |
| 14.     | 19 lutego | 2009 | Liberec       | 10 km stylem klasycznym            | 28:12,8    | +1:33,5 | Aino-Kaisa Saarinen |
| 2.      | 25 lutego | 2009 | Liberec       | Sprint drużynowy stylem klasycznym | 19:43,7    | +20,0   | Finlandia           |
| 3.      | 26 lutego | 2009 | Liberec       | Sztafeta 4 × 5 km                  | 54:37,7    | +13,4   | Finlandia           |

### Mistrzostwa świata juniorów
| Miejsce | Dzień       | Rok  | Miejscowość      | Konkurencja             | Wynik     | Strata  | Zwyciężczyni     |
| ------- | ----------- | ---- | ---------------- | ----------------------- | --------- | ------- | ---------------- |
| 7.      | 21 stycznia | 1998 | Sankt Moritz     | 5 km stylem dowolnym    | 14:03,2   | +23,2   | Katrin Šmigun    |
| 1.      | 23 stycznia | 1998 | Sankt Moritz     | Sztafeta 4 × 5 km       | 1:02:11,7 | -       | -                |
| 5.      | 25 stycznia | 1998 | Sankt Moritz     | 15 km stylem klasycznym | 48:25,6   | +4,1    | Hilde Glomsås    |
| 1.      | 3 lutego    | 1999 | Saalfelden       | 5 km stylem klasycznym  | 14:23.5   | -       | -                |
| 4.      | 5 lutego    | 1999 | Saalfelden       | Sztafeta 4 × 5 km       | 55:04,2   | +1:49,6 | Finlandia        |
| 14.     | 7 lutego    | 1999 | Saalfelden       | 15 km stylem dowolnym   | 41:20,5   | +2:34,9 | Zuzana Kocumová  |
| 9.      | 29 stycznia | 2000 | Štrbské Pleso    | Sprint stylem dowolnym  | ?         | -       | Pirjo Manninen   |
| 8.      | 30 stycznia | 2000 | Štrbské Pleso    | 15 km stylem klasycznym | 50:48,1   | +1:56,3 | Evi Sachenbacher |
| 1.      | 27 stycznia | 2000 | Štrbské Pleso    | Sztafeta 4 × 5 km       | 1:03:23,5 | -       | -                |
| 2.      | 30 stycznia | 2001 | Szklarska Poręba | 15 km stylem dowolnym   | 46:43,5   | +3,7    | Pirjo Manninen   |
| 1.      | 1 lutego    | 2001 | Szklarska Poręba | 5 km stylem klasycznym  | 15:42,6   | -       | -                |
| 3.      | 4 lutego    | 2001 | Szklarska Poręba | Sztafeta 4 × 5 km       | 1:05:16,6 | +2,9    | Finlandia        |

### Puchar Świata

#### Miejsca w klasyfikacji generalnej
- sezon 1999/2000: 37.
- sezon 2000/2001: 41.
- sezon 2001/2002: 15.
- sezon 2002/2003: 53.
- sezon 2003/2004: 68.
- sezon 2004/2005: 15.
- sezon 2005/2006: 15.
- sezon 2006/2007: 20.
- sezon 2007/2008: 45.
- sezon 2008/2009: 28.
- sezon 2009/2010: 42.
- sezon 2010/2011: 47.

#### Miejsca na podium w zawodach
| Nr | Dzień        | Rok  | Miejscowość | Konkurencja              | Czas biegu  | Strata  | Miejsce | Zwyciężczyni   |
| -- | ------------ | ---- | ----------- | ------------------------ | ----------- | ------- | ------- | -------------- |
| 1. | 7 marca      | 2001 | Oslo        | Sprint stylem klasycznym | -           | -       | 3.      | Pirjo Manninen |
| 2. | 24 listopada | 2001 | Kuopio      | 10 km stylem klasycznym  | 28:52,6 min | +27,3 s | 3.      | Bente Skari    |
| 3. | 13 marca     | 2002 | Oslo        | Sprint stylem klasycznym | -           | -       | 2.      | Bente Skari    |
| 4. | 5 marca      | 2005 | Lahti       | Sprint stylem klasycznym | -           | -       | 1.      | -              |
| 5. | 9 marca      | 2005 | Drammen     | Sprint stylem klasycznym | -           | -       | 2.      | Virpi Kuitunen |
| 6. | 8 stycznia   | 2006 | Otepää      | Sprint stylem klasycznym | -           | -       | 1.      | -              |
| 7. | 22 stycznia  | 2006 | Oberstdorf  | Sprint stylem klasycznym | -           | -       | 2.      | Ella Gjømle    |
| 8. | 29 listopada | 2008 | Ruka        | Sprint stylem klasycznym | -           | -       | 2.      | Petra Majdič   |